# Un estilo
Un estilo es el primer álbum de  de la cantante y compositora mexicana Ana Gabriel, quien debuta en el mundo musical, siendo el que la da a conocer ante su nuevos admiradores. Fue publicado en 25 de mayo de 1985 y grabado por CBS, México.
Esta producción contiene la canción "Búscame", cuya autoría comparte con Tony Flores, con la cual participó, por vez primera, en el Festival OTI. 
Originalmente ''Sin Ti No Sé Amar (Right By Your Side)'' es una canción en inglés del dúo pop británico Eurythmics, escrita por sus miembros Annie Lennox y David A. Stewart, siendo producida por el mismo Stewart. Fue lanzada en el Reino Unido como el segundo sencillo de Touch, su tercer álbum el cual fue publicado en noviembre 26 de 1983. La mexicana Ana Gabriel graba una versión en español del tema y conserva gran parte del estilo musical calipso, muy característico de la costa caribeña de América central.

## Lista de canciones
| N.º   | Título                                               | Escritor(es)                                       | Duración |  |
| 1.    | «Búscame»                                            | Ana Gabriel, Tony Flores                           | 3:00     |  |
| 2.    | «¿Qué Nos Pasó?»                                     | Ana Gabriel, Tony Flores                           | 3:40     |  |
| 3.    | «Sin Ti No Sé Amar (Right By Your Side)»             | Annie Lennox, David A. Stewart (versión en inglés) | 3:10     |  |
| 4.    | «Lo Quiero Todo»                                     | Ricardo Zurita                                     | 3:00     |  |
| 5.    | «Quién Te Crees Que Soy»                             | Ana Gabriel, Tony Flores                           | 2:31     |  |
| 6.    | «Amor Sin Memoria»                                   | Eduardo Lalo Rodríguez                             | 3:23     |  |
| 7.    | «Promesas»                                           | Ana Gabriel, Eduardo Lalo Rodríguez                | 2:52     |  |
| 8.    | «No Me Lastimes Más»                                 | Ana Gabriel                                        | 2:44     |  |
| 9.    | «Pienso En Ti»                                       | Sergio Reyna Orta                                  | 3:47     |  |
| 10.   | «Déjame Vivir»                                       | César Aurelio                                      | 3:00     |  |
| 11.   | «Que Sea Por Amor»                                   | Ana Gabriel                                        | 2:42     |  |
| 12.   | «El Nudo (Dueto con Armando Manzanero)(Bonus Track)» | Armando Manzanero                                  | 3:13     |  |
| 33:49 |                                                      |                                                    |          |  |

## Personal
Masterización: Bernie Grundman.
Con Músicos del S.U.T.M. en los estudios: CBS, México